# Yandé Codou, la griotte de Senghor
Pour plus de détails, voir Fiche technique et Distribution.
Yandé Codou, la griotte de Senghor  est un film documentaire belgo-sénégalais réalisé en 2008,,,,,,,,.

## Synopsis
La griotte Yandé Codou Sène, âgée aujourd’hui de 80 ans environ, est un des derniers mohicans de la poésie polyphonique sérère. Tourné sur une période de quatre ans, ce film est un regard intime sur une diva qui a traversé l’histoire du Sénégal aux côtés de l’un de ses plus grands mythes, le président poète Léopold Sédar Senghor. Une histoire douce et amère sur la grandeur, la gloire et… la fuite du temps,.

## Fiche technique
- Réalisation : Angèle Diabang Brener[9]
- Production : Karoninka Africalia Belgium
- Scénario : Angèle Diabang Brener
- Image : Florian Bouchet Fabacary Assymby Coly
- Son : Mouhamet Thior
- Musique : Yandé Codou Sène Wasis Diop, Youssou Ndour[9]
- Montage : Yannick Leroy
- Durée : 52 minutes
- Date de sortie : 2008

## Récompenses
- Festival de Cine de Dakar 2008[9]